# Туровская (деревня)
Туровская — деревня в Вельском районе Архангельской области. Относится к муниципальному образованию «Ракуло-Кокшеньгское».

## География
Деревня расположена в 50 километрах на восток от Вельска на левом берегу реки Кокшеньга (приток Устьи). Ближайшие населённые пункты: на севере деревня Козловская, являющаяся административным центром муниципального образования.
Часовой пояс
Туровская, как и вся Архангельская область, находится в часовой зоне МСК (московское время). Смещение применяемого времени относительно UTC составляет +3:00.

## Население
| 2002 | 2010 | 2012 | 2014 |
| ---- | ---- | ---- | ---- |
| 25   | ↘17  | ↘12  | ↗13  |

## История
Указана в «Списке населённых мест по сведениям 1859 года» в составе Вельского уезда Вологодской губернии под номером «2468» как «Туровская». Насчитывала 4 двора, 7 жителей мужского пола и 13 женского.
В материалах оценочно-статистического исследования земель Вельского уезда упомянуто, что в 1900 году в административном отношении деревня входила в состав Ракуло-Кокшеньгского сельского общества Устьвельской волости. На момент переписи в селении Туровское находилось 6 хозяйств, в которых проживало 24 жителя мужского пола и 26 женского.